# Ungnadia
Ungnadia é um género botânico pertencente à família Sapindaceae.

## Espécies
- Ungnadia heptaphylla
- Ungnadia heterophylla
- Ungnadia speciosa

1. ↑  «Ungnadia — World Flora Online». www.worldfloraonline.org. Consultado em 19 de agosto de 2020